# Dysdera esquiveli
Dysdera esquiveli är en spindelart som beskrevs av Ignacio Ribera och Blasco 1986. Dysdera esquiveli ingår i släktet Dysdera och familjen ringögonspindlar.
Artens utbredningsområde är Kanarieöarna. Inga underarter finns listade i Catalogue of Life.